# Emma di Mělník
Emma (prima del 950 – 1005/1006) fu la seconda moglie di Boleslao II di Boemia e duchessa di Boemia.

## Biografia
Le sue origini sono incerte. Lo storico Gelasius Dobner (1719-1790) pensava che fosse una principessa del regno di Borgogna e questa teoria è tuttora accolta dagli studiosi. Le ultime ricerche di storici e dei numismatici, tuttavia, indicano che era di origine italo-borgognona ed è stata identificata con la regina Emma di Francia (Emma di Italia), vedova del re Lotario IV di Francia (morto nel 986). Divenne la seconda moglie di Boleslao II intorno all'anno 989 e morì nel 1005 o nel 1006. Secondo gli storici cechi, Emma era la madre dei figli più giovani di Boleslao, Ulrico/Oldřich e Jaromír, mentre la madre del figlio maggiore di Boleslao II, Boleslao III di Boemia, era Adiva, la prima moglie di Boleslao II.
Impaurito da Boleslao III, Emma scelse di andare in esilio alla corte di Baviera nel 1001 insieme ai figli Oldřich e Jaromir. I fratelli chiesero il sostegno militare del re Enrico II, ponendo definitivamente la Boemia sotto la giurisdizione del Sacro Romano Impero.
Nel 1004 Jaromír occupò Praga con il sostegno di un esercito tedesco e si fece duca. Emma tornò in Boemia, probabilmente vivendo nella città di Mělník, dove morì.
A testimonianza della sua esistenza sono monete con la scritta ENMA REGINA ("Regina Emma", non duchessa).